# 教堂站

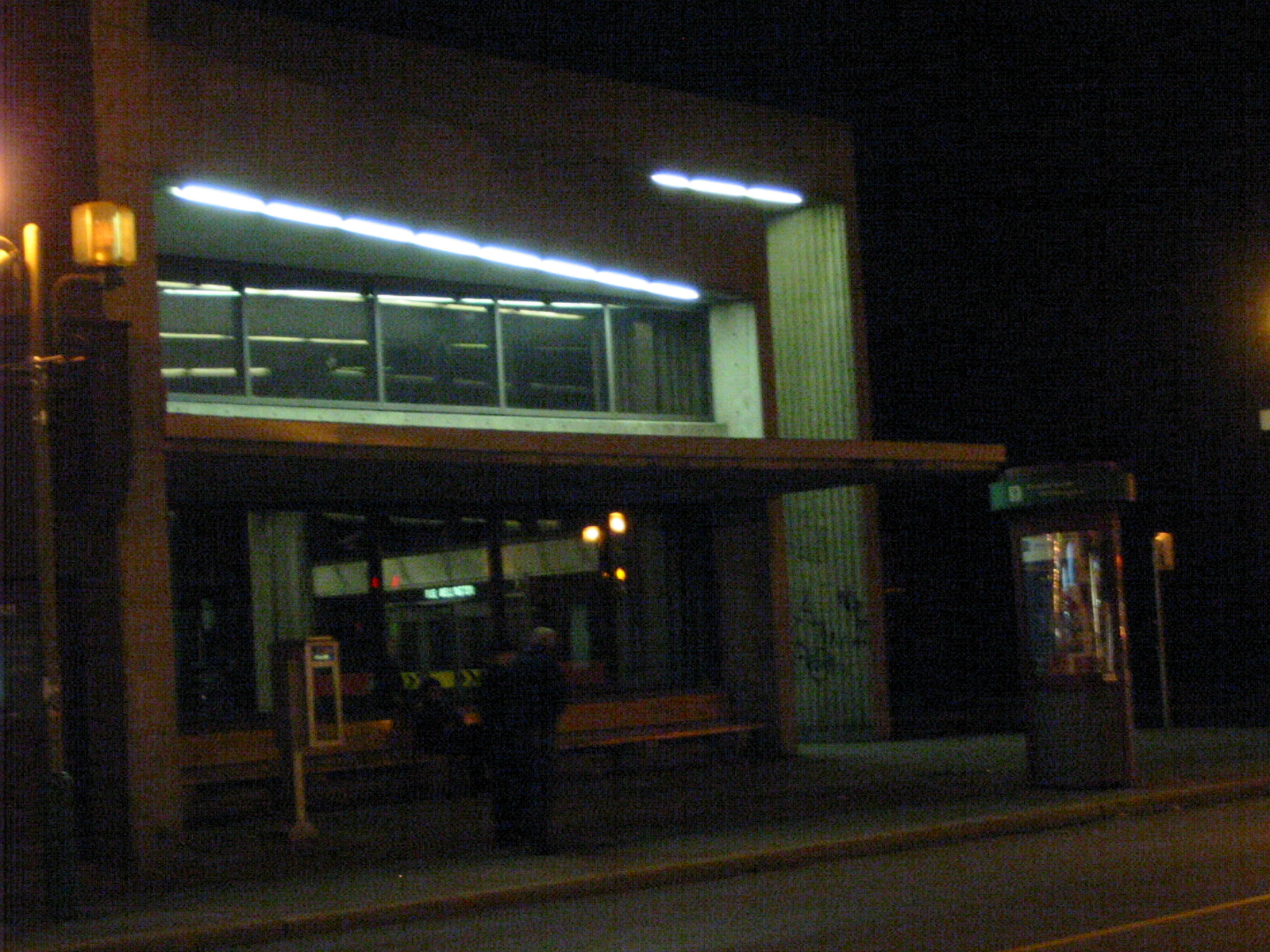
教堂站的入口

教堂站（法語：Station De L'Église）位於加拿大魁北克省蒙特利爾市，服務附近的居民。

## 外部連結
- （法文）（英文）蒙特利爾交通局：教堂站 （页面存档备份，存于）（英文） （页面存档备份，存于）
- （法文）（英文）：教堂站 （页面存档备份，存于）（英文） （页面存档备份，存于），含有教堂站的資訊、歷史、車站結構與藝術品資料。